# هفت تپه رم

چ

هفت تپه رم (به ایتالیایی: Sette colli di Roma) در شرق رود تیبر تشکیل‌دهنده بخش‌های مهم شهر رم در ایتالیا هستند. این هفت تپه درون دیوارهای باستانی دور تا دور شهر قرار گرفته‌اند و عبارتند از:
- تپه اونتین (لاتین، Aventinus; ایتالیایی، Aventino)
- تپه کائلین (Caelius, Celio)
- تپه کاپیتول (Capitolium, Campidoglio)
- تپه اسکوئیلین (Esquilinus, Esquilino)
- پالاسیوم (Palatinus, Palatino)
- تپه کوئیرینال (Quirinalis, Quirinale)
- تپه ویمینال (Viminalis, Viminale)